# Kramerhof (Odenthal)
Kramerhof ist ein Ortsteil in Oberodenthal in der Gemeinde Odenthal im Rheinisch-Bergischen Kreis. Er liegt östlich von Eikamp in der Nachbarschaft von Trienenhaus an der Grenze zu Kürten.

## Geschichte
Kramerhof hat als Hof seinen Namen von dem Begriff Kram (kleines ererbtes Besitztum). Erstmals wird der Ort am 21. Juni 1347 urkundlich erwähnt. Dort heißt es, dass der Ritter Wilhelm Quade und seine Gattin Gertrud ihren Hof „zu dem Crame“ bei Hochscherf (Overinscherve) unwiderruflich mit allen Rechten der Abtei Altenberg geschenkt habe. Das wird am 14. November 1347 noch einmal bekräftigt. 1399 gehörte das Gut Kram zum Hofgericht Altenberg. In der Zeit von 1499 bis 1502 lieferte der Kramerhof jährlich 10 Malter Hafer sowie ½ Schwein, 6 Hühner und 100 Eier an die Abtei Altenberg. Die Ortschaft war zu dieser Zeit Teil der Honschaft Scherf.
In der Nähe befand sich die Kramerburg.
Während des Spanischen Erbfolgekriegs hatten auch die Odenthaler ihre Beiträge zur Landesverteidigung zu leisten. In diesem Zusammenhang wird unter anderem ein Merten Kramer Halfen aufgelistet. Er hatte 14 Faschinen und 12 Pfähle zu stellen.
Carl Friedrich von Wiebeking benennt die Hofschaft auf seiner Charte des Herzogthums Berg 1789 als Krahm. Aus ihr geht hervor, dass Kramerhof zu dieser Zeit Teil von Oberodenthal in der Herrschaft Odenthal war.
Unter der französischen Verwaltung zwischen 1806 und 1813 wurde die Herrschaft aufgelöst. Kramerhof wurde politisch der Mairie Odenthal im Kanton Bensberg zugeordnet. 1816 wandelten die Preußen die Mairie zur Bürgermeisterei Odenthal im Kreis Mülheim am Rhein. 
Der Ort ist auf der Topographischen Aufnahme der Rheinlande von 1824 und auf der Preußischen Uraufnahme von 1840 als Kram verzeichnet. Ab der Preußischen Neuaufnahme von 1892 ist er auf Messtischblättern regelmäßig als Kramerhofverzeichnet. 
| Jahr | Einwohner | Wohn- gebäude | Kategorie |
| ---- | --------- | ------------- | --------- |
| 1822 | 10        |               | Hof       |
| 1830 | 13        |               | Hof       |
| 1845 | 6         | 1             | Hof       |
| 1871 | 7         | 1             | Hofstelle |
| 1885 | 6         | 1             | Ortschaft |
| 1895 | 8         | 2             | Ortschaft |
| 1905 | 3         | 1             | Ortschaft |

Kramerhof gehörte zur Pfarre Odenthal. Seit 1910 gehört die Ortschaft kirchlich zum Rektorat Herrenstrunden, das 1918 eigenständige Pfarre wurde.